# Christoph Cellarius
Christoph Cellarius (Schmalkalden, 22 november 1638 - Halle, 4 juni 1707), ook wel Christophorus Cellarius, was een Latijnse geleerde. Zijn niet-gelatiniseerde naam was Christoph Martin Keller.
Vanaf 1694 was Cellarius hoogleraar Retoriek en Geschiedenis aan de Friedrich Universiteit in Halle (nu Martin Luther Universiteit Halle-Wittenberg). Vanaf 1697 stond hij aan het hoofd van de eerste Duitse filologie faculteit (collegium elegantioris litteraturae). Hij was vice-rector van de Universiteit van 1697-1698. 
Hij maakte naam met zijn Historia Universalis (1702) waarbij hij de hele Europese geschiedenis in drie tijdvakken indeelde, namelijk de oude geschiedenis, de middeleeuwse geschiedenis en de moderne geschiedenis. Dit in navolging van de Leidse historicus Georgius Horn, die als eerste in 1666 de kerkgeschiedenis indeelde in drie delen, oudheid, middeleeuwen en nieuwe tijd. Voorheen werd de geschiedenis ingedeeld volgens de klassieke historische schema's van de zes 'aetates mundi' of wereldtijden van Augustinus of van de vier wereldrijken, Babylonië, Perzië, Griekenland en Rome.
De Cellarius Bibliotheek is naar Christoph Cellarius genoemd. Dit is een Duitse bibliotheek van de Fachhochschule für Angewandte Wissenschaften in Schmalkalden.